# Monolatria
Monolatria (z gr. monos – „jedyny” + latreía – „służba bogu”) – oddawanie czci boskiej wyłącznie jednemu bóstwu bez zaprzeczania istnieniu bóstw czczonych przez innych. Jest to pośredni etap rozwoju religii między politeizmem a monoteizmem. Monolatria występowała w kulturach Wschodu od starożytności.
Wśród Żydów monolatria istniała od czasów Abrahama i mimo starań proroków o wprowadzenie monoteizmu ostatecznie cywilizacja żydowska zatrzymała się na monolatrii. Monolatria żydowska cechuje się przekonaniem, że Jahwe jest bogiem narodowym (ew. plemiennym) Izraela i nieprzyjacielem innych ludów. Według Konecznego najbliżej monoteizmu odwołującego się do uniwersalnej etyki ponadnarodowej jest prorok Amos.